# Marek Kubiszewski (piłkarz ręczny)
Marek Kubiszewski (ur. 25 kwietnia 1983 w Przasnyszu) – polski piłkarz ręczny grający na pozycji bramkarza.
Jest zawodnikiem Nielby Wągrowiec, z którą podpisał pod koniec maja 2010 r. dwuletni kontrakt. Do wągrowieckiego klubu przyszedł z Vive Targi Kielce, w którym występował przez cztery sezony zdobywając w tym czasie dwa złota i brąz Mistrzostw Polski oraz dwukrotnie Puchar Polski. Wcześniej z powodzeniem grał w AZS AWF Biała Podlaska i Wiśle Puławy. Był reprezentantem kraju w Akademickich Mistrzostwach Świata w 2006 roku.

## Osiągnięcia
- Złoty Medalista Mistrzostw Polski:  2009, 2010 (z Vive Targi Kielce)
- Brązowy Medalista Mistrzostw Polski:  2008 (z Vive Targi Kielce)
- Zdobywca Pucharu Polski:  2009, 2010 (z Vive Targi Kielce)